# Valparai
Valparai é uma panchayat (vila) no distrito de Coimbatore, no estado indiano de Tamil Nadu.

## Geografia
Valparai está localizada a 10° 22′ N, 76° 58′ L. Tem uma altitude média de 1193 metros (3914 pés).

## Demografia
Segundo o censo de 2001, Valparai tinha uma população de 94,962 habitantes. Os indivíduos do sexo masculino constituem 49% da população e os do sexo feminino 51%. Valparai tem uma taxa de literacia de 72%, superior à média nacional de 59.5%: a literacia no sexo masculino é de 80% e no sexo feminino é de 64%. Em Valparai, 10% da população está abaixo dos 6 anos de idade.